# العريشة (الحسكة)
العريشة بلدة سوريّة تتبع إداريّاً لمحافظة الحسكة منطقة الحسكة ناحية العريشة، بلغ عدد سكانها 3957 نسمة حسب التعداد السكاني لعام 2004.